# Egyxos
Egyxos é uma série animada de 26 episódios produzida por De Agostini Publishing, De AKids, Planeta Junior e Musicartoon. Começou por ser exibida no canal italiano Super! a partir do dia 22 de fevereiro de 2015.
Em Portugal, a série estreou no Biggs, no dia 21 de novembro de 2015.
A De Agostini também criou um jogo para dispositivos móveis.

## Sinopse
Batalhas, poderes e muita, muita ação são as principais razões para conhecer estas admiráveis criaturas e as suas histórias e aventuras! Os Egyxos são criaturas espantosas dotadas de superpoderes, que combatem interminavelmente pelo controle do reino. Dois irmãos guerreiros, - o bom e corajoso Kefer e o malvado e cruel Exaton - lideram os seus exércitos para a derradeira batalha.

## Personagens

### No mundo de Leo
- Leo Walker: Leo é um rapaz de 12 anos que vive numa grande cidade. Tem uma grande paixão por deuses egípcios e por basquetebol. Está apaixonado por Kay; Dublado por Tiago Caetano
- Família de Leo: Leo vive com os seus país e o seus dois irmãos gêmeos, Juliet e Toby;
- Kay: a menina que Leo gosta, é meiga e calma, e defende quem for preciso;
- Astrid: uma das meninas mais populares da escola, apaixonada pelo Leo;
- Dale e Bernie: amigos nerds de longa data de Leo;
- Colin: rival de Leo dentro e fora do campo de basquete, é super competitivo;
- Flinn

### Exército Dourado
- Rá (Pai de Kefer e Exaton/Faraó Supremo de Egyxos)
- Kefer
- Horus
- Apis
- Neith
- Ramses
- Hyksos
- Kha

### A Armada Negra
- Exaton
- Toth
- Anubi
- Sekhmet
- Karnak
- Nakt
- Hatanor
- Sobek

## Lista de Episódios
| No. | Título                                                    | Data de Estreia             |
| --- | --------------------------------------------------------- | --------------------------- |
| 1   | "O Último Faraó" "The Last Pharaoh"                       | 21 de novembro de 2015 2017 |
| 2   | "A Pirâmide Negra" "The Dark Pyramid"                     | 22 de novembro de 2015 2017 |
| 3   | "O Castigo do Labirinto" "The Judgement of The Labybinth" | 28 de novembro de 2015 2017 |
| 4   | "O Caminho do Guerreiro" "Path of the Warrior"            | 29 de novembro de 2015 2017 |